# Leptotyphlops teaguei
Leptotyphlops teaguei är en kräldjursart som beskrevs av  Orejas-miranda 1964. Leptotyphlops teaguei ingår i släktet Leptotyphlops och familjen Leptotyphlopidae. Inga underarter finns listade i Catalogue of Life.